# Asclepias purpurascens
Asclepias purpurascens es una especie de angiosperma perteneciente a la familia de las apocináceas.

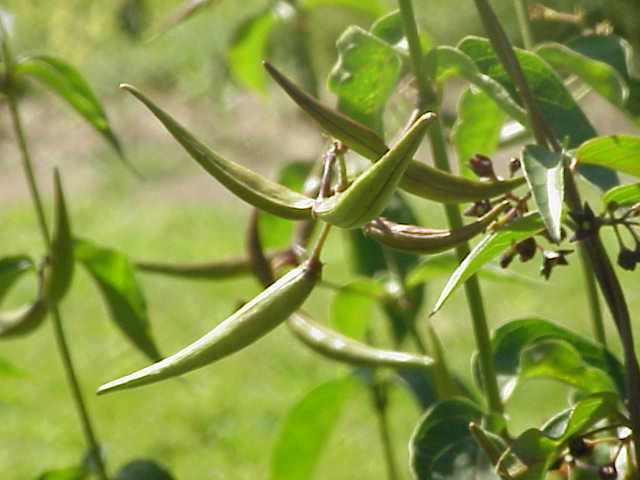
Frutos

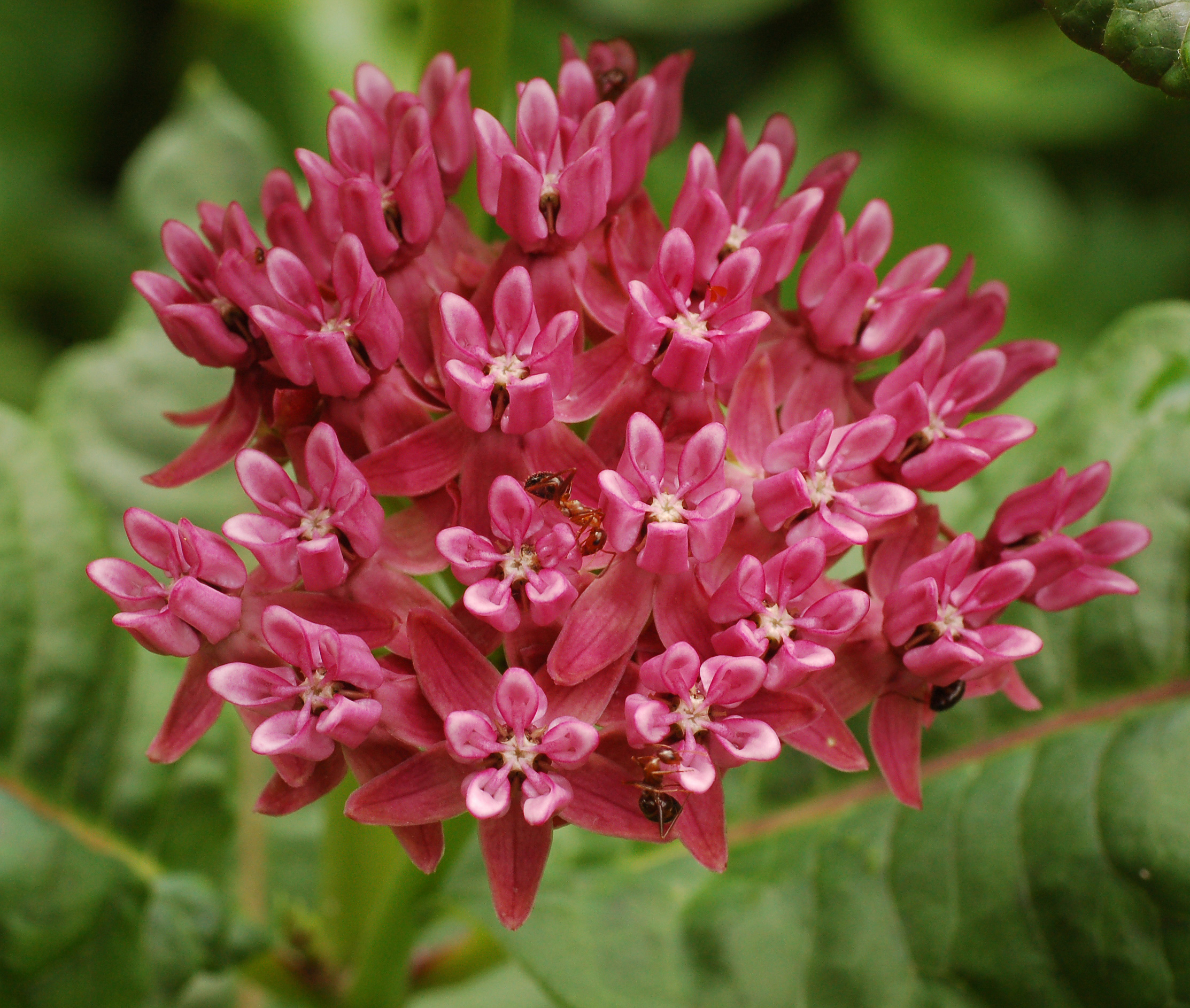
Inflorescencia

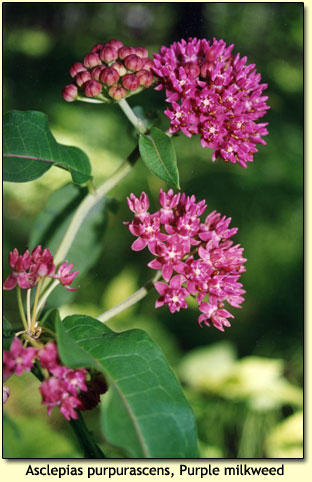
inflorescencia

## Descripción
Plantas con látex blanco y rizomas profundos. Tallos de 35-100 cm de largo, ramificado o menos comúnmente con una sola rama en la punta, erecto o ascendente, principalmente glabras pero a menudo densamente peludas corto hacia la punta, con 4-10 nudos. Las hojas opuestas o menos comúnmente un nodo con un verticilo de 4, corto pecioladas. Láminas foliares de 4-20 cm de largo, 2-10 cm de ancho, lanceolado-elípticas a ovadas u oblongo-elípticas, la base estrecha o menos comúnmente redondeados, la punta estrecha o se reduce a una punta afilada, redondeado con menor frecuencia pero con un corto, punto agudo, los márgenes planas, la superficie superior escasamente corto cabelludo a casi glabra con un nervio central generalmente densamente pilosas, la superficie inferior de moderada a densamente corto cabelludo.
Las inflorescencias terminales 1-5, y a veces también en las axilas de las hojas superiores, generalmente de tallo largo, con 12-50 flores.  Las frutas de 10-16 cm de largo, erectas o ascendentes a partir de tallos deflexos, estrechamente elípticas a ovadas y ligeramente arqueadas en su contorno, la superficie lisa y minuciosamente cabelludo. Las semillas con el cuerpo de 5-7 mm de largo, los márgenes angostamente alados, el penacho terminal de pelos blancos.

## Distribución y hábitat
Es nativa de  la región oriental, sur y medio oeste de Estados Unidos similar a la distribución de Asclepias syriaca.  La planta recibe su nombre del color de sus flores que primero se desarrollan de un color rosa, pero luego cambian al púrpura oscuro a medida que maduran.

## Ecología
Varios insectos se alimentan exclusivamente de la planta, incluyendo la mariposa monarca (Danaus plexippus), el escarabajo del algodoncillo (Tetraopes sp.), la chinche grande (Oncopeltus fasciatus), la chinche pequeña (Lygaeus kalmii) y el escarabajo (Labidomera clivicollis). Otros insectos y polinizadores se alimentan del néctar de la flor.
Esta especie es a veces cultivada en los jardines diseñados para atraer a las mariposas, pero es menos común que las especies (Asclepias incarnata) o  (Asclepias tuberosa). El néctar de la planta atrae a muchas otras especies de mariposas e insectos.

## Taxonomía
Asclepias purpurascens fue descrita por  Carlos Linneo y publicado en Species Plantarum 1: 214–215. 1753.
Etimología
Asclepias: nombre genérico que Carlos Linneo nombró en honor de Esculapio (dios griego de la medicina), por las muchas aplicaciones medicinales que tiene la planta.
purpurascens: epíteto latino que significa "de color púrpura".
Sinonimia
- Asclepias amoena L.
- Asclepias compressa Moench
- Asclepias dasypus Raf.
- Asclepias gonalis Raf.
- Asclepias lasiotis Raf.[3]